# ハバノス S.A.
ハバノス S.A. (Habanos S.A.) は、キューバ政府とフランス・スペインの合弁企業アルタディスS.A.が共同経営している企業。ハバナを本拠地としてキューバ葉巻を世界中に販売・輸出している。

## 概要
ハバノスS.A.社は、1994年に前身である国営キューバタバコ社から製品流通の一本化、及び商標管理の為に立ち上げられた。
現在では、ハバノスS.A.は世界5大陸、120ヶ国以上に支社（契約を結んだ公式輸入業者）を置いており、それとは別に更に97のカーサ・デル・ハバノ LA CASA DEL HABANO（ハバノの家という意味のハバノス直営店）を持っている。日本には三店舗存在する。各国の公式輸入業者およびカーサ・デル・ハバノはハバノスS.A.社のウェブサイトから確認することができるが、それらを通じて売られる全てのキューバ産シガーは100%タバコから作られていることを意味している（ハバノ原産地呼称と呼ばれている）。

## 主なブランド
■グローバルブランド
- コイーバ Cohiba
- モンテクリスト Montecristo
- パルタガス Partagás
- ロメオ y ジュリエッタ Romeo y Julieta
- ホヨー・ド・モントレー Hoyo de Monterrey
- H.アップマン H. Upmann
- ホセ・L・ピエドラ José L. Piedra

■マルチローカルブランド
- ボリバー Bolivar
- パンチ Punch
- ヴェガス・ロバイナ Vegas Robaina
- キンテロ Quintero
- フォンセカ Fonseca

■ニッチブランド
- クァバ Cuaba
- トリニダッド Trinidad
- サン・クリストバル・デ・ラ・ハバナ San Cristóbal de La Habana

■ローカルブランド
- ディプロマティコス Diplomáticos
- サンチョ・パンザ Sancho Panza
- ラファエル・ゴンザレス Rafael González
- グロリア・クバーナ La Gloria Cubana
- レイ・デル・ムンド El Rey del Mundo
- フォル・デ・カノ Flor de Cano
- カバニャス Cabañas
- ロス・スタトス Los Statos
- トロヤ Troya
- ジスパート Gispert
- ベリンダ Belinda
- ヴェグエロス Vegueros
- ポル・ララニャガ Por Larrañaga
- ケ・ドルセー Quai d'Orsay
- ホアン・ロペズ Juan López
- ラモン・アロネス Ramón Allones
- サン・ルイ・レイ Saint Luis Rey
- グァンタナメラ Guantanamera